# Tucker Reed
Tucker Reed, właśc. Aisling Tucker Moore-Reed (ur. 15 października 1989 w Los Gatos) – amerykańska pisarka, dziennikarka i zabójczyni.

## Życiorys
Urodziła się 15 października 1989 r. w Los Gatos w Kalifornii. Jej rodzicami byli Kelly Moore i Dan Reed, oboje popularni pisarze. Jako nastolatka uczęszczała do Ashland High School, gdzie prowadziła szkolną gazetkę, zdobywając za swoje eseje nagrody w krajowych konkursach literackich.
W 2009 r. wraz z matką i siostrą Larkin postanowiła napisać powieść; dwa lata później wszystkie trzy podpisały kontrakt na trylogię z rodzaju young adult, której pierwszy tom (Amber House) ukazał się w 2012 r. Powieść zebrała pozytywne recenzje krytyków i czytelników, podobnie jak drugi tom cyklu (Neverwas) z 2014 r. Dzięki zaangażowaniu Aisling w czasach studenckich na Uniwersytecie Południowej Kalifornii powstał oddział Student Coalition Against Rape. W międzyczasie Moore-Reed rozpoczęła karierę dziennikarską, publikując w Cosmopolitan, Grants Pass Daily Courier i Huffington Post. W swoich publikacjach poruszała temat walki o prawa kobiet. 
16 lipca 2016 r. Moore-Reed zastrzeliła swojego wuja Shane'a Moore'a w domu swojej babki i wkrótce została aresztowana pod zarzutem morderstwa pierwszego stopnia. Podczas przesłuchania i w czasie procesu zeznawała, że wuj chciał zmusić jej babkę do podpisania nowej wersji testamentu, a strzeliła do niego, gdy siłą wdarł się do budynku, przekonana, że zamierza zabić. Shane Moore posiadał już zakaz zbliżania się  do Moore-Reed ze względu na swój agresywny charakter. Te zeznania potwierdziła m.in. jej matka. Sąd uznał, że działała w samoobronie, uznał ją winną nieumyślnego spowodowania śmierci i zwolnił z aresztu po wpłaceniu kaucji.
Wkrótce potem (pod nazwiskiem Wyn Reed) wzięła z powodzeniem udział w castingu do głównej roli w horrorze From the Dark. W czasie kręcenia filmu personel obecny na planie uznał jej występ w scenie zabójstwa za wyjątkowo przekonujący. 
Kilka dni po zakończeniu zdjęć do filmu – w 2018 r. – policja uzyskała nagranie z telefonu komórkowego, na którym zarejestrowano śmierć Shane’a Moore’a. Stanowiło ono dowód, że jego zabójstwo nie było działaniem w samoobronie, w związku z czym została ponownie aresztowana. 27 maja 2020 r. została skazana na 6 lat i 3 miesiące więzienia.

## Filmografia
Personel
- 2012: Vampire Camp jako asystentka produkcji

Jako aktorka
- 2020: From the Dark jako Valerie Faust